# Йохан V фон Брюкен
Йохан V фон Брюкен (на немски: Johann V von Brücken; † 1 юли 1375) от род „фон Брукен“ e господар на Хунзинген в Елзас и Дагщул (част от град Вадерн) в Саарланд.
Той е син на рицар Йохан IV фон Брукен († 1333) и първата му съпруга фон Хоен-Лимбург. Баща му Йохан IV фон Брукен се жени втори път за Анна фон Хенеберг и трети път пр. 1332 г. за Елизабет фон Варсберг-Саарбрюкен-Дагщул († 1345). Сестра му Кунигунда фон Брукен († 1357) е омъжена за шенк Конрад V фон Ербах-Ербах († 1381).

## Фамилия
Йохан V фон Брюкен се жени пр. пр. 10 май 1353 г. за Аделхайд фон Зирк, дъщеря на Арнолд V фон Зирк „Млади“ († 1371) и Аделхайд фон Саарбрюкен († сл. 1345), дъщеря на рицар Боемунд II фон Саарбрюкен–Дагщул († 1339) и Агнес фон Финстинген-Шваненхалс († сл. 1331), дъщеря на Хуго I фон Финстинген († сл. 1304). Те имат един син:
- Йохан VI фон Брюкен († сл. 1414), господар на Хунзинген и Дагщул, женен за роднината си Мария фон Родемахерн, внучка на Йохан I фон Родемахерн († 1360), дъщеря на Гилес IV фон Родемахерн-Засенхайм († сл. 1381) и Жана дьо Шатилон-сюр-Марне († сл. 1385); имат 10 деца